# Fouligny
Fouligny település Franciaországban, Moselle megyében. Lakosainak száma 192 fő (2022. január 1.). Fouligny Marange-Zondrange, Bionville-sur-Nied, Guinglange, Raville és Haute-Vigneulles községekkel határos.

## Népesség
A település népességének változása:
| Lakosok száma | 151  | 177  | 175  | 198  | 200  | 196  | 195  | 195  | 194  | 192  |
|               | 1968 | 1982 | 1990 | 2006 | 2013 | 2015 | 2017 | 2019 | 2020 | 2022 |